# Lluís Llop i Adam
Lluís Llop i Adam (Tortosa, Baix Ebre, 1923 - 2009) va ser un dibuixant, pintor i escultor.
Durant la Guerra Civil espanyola, la seva família es va traslladar a Barcelona fugint del front. Allà, Llop inicia els estudis de Peritatge Industrial, però es trunquen, ja que va haver d'exiliar-se a França. Llop es va iniciar en el camp pictòric als 17 anys, quan va aprendre les tècniques de l'oli i l'aquarel·la amb el també pintor tortosí Josep Andreu i Murall. Entre els anys 40 i 60 del segle xx va treballar com a delineant al Departament d'Arquitectura de Regiones Devastadas; durants aquests mateixos anys va cursar els estudis d'art a les escoles Sant Jordi i Massana de Barcelona. El 1954 va entrar com a professor a l'Escola d'Art de la Diputació de Tarragona a Tortosa. Del 1966 i fins al 1988 en va ser el seu director. També va ser professor i mestre de taller de delineants a l'Institut Politècnic de Tortosa.
Va guanyar alguns premis, entre els quals destaquen la medalla de gravat del primer Saló de Dibuix i Gravat el 1964 i la menció honorífica de pintura de la XIX Medalla Tapiró del 1972.